# Amomum sericeum
Amomum sericeum är en enhjärtbladig växtart som beskrevs av William Roxburgh. Amomum sericeum ingår i släktet Amomum och familjen Zingiberaceae. IUCN kategoriserar arten globalt som otillräckligt studerad. Inga underarter finns listade i Catalogue of Life.